# انیگو لاررینزر
انیگو لاررینزر (انگلیسی: Iñigo Larrainzar؛ زادهٔ ۵ ژوئن ۱۹۷۱) بازیکن فوتبال اهل اسپانیا است.
از باشگاه‌هایی که در آن بازی کرده‌است می‌توان به باشگاه فوتبال اتلتیک بیلبائو، باشگاه فوتبال کوردوبا، و باشگاه فوتبال اوساسونا اشاره کرد.
وی همچنین در تیم‌های ملی فوتبال زیر ۲۰ سال اسپانیا، زیر ۲۱ سال اسپانیا، زیر ۲۳ سال اسپانیا، اسپانیا، باسک، و Navarre autonomous football team بازی کرده‌است.